# 미쇼 브레츠코
미쇼 브레츠코(Mišo Brečko, 1984년 5월 1일, 트르보플예 ~)는 슬로베니아의 전 축구 선수로, 포지션은 수비수이다.

## 클럽 경력
트르보플예 출신으로, 그는 NK 루다트르보플예의 유소년팀에서 축구를 시작하였다. 그는 고등학교에 재학하던 시절, 슬로베니아 3부 리그의 NK 인테르블록 류블라나로 이적하였다. 2003-04 시즌, 그는 NK 슈마트노 1928 소속으로 슬로베니아 프르바리가를 21경기 출장하였다. 2004년 7월, 그는 함부르거 SV로 이적하였다. 그는 첫 시즌에 7경기 출장하였다. 2005-06 시즌, 그는 FC 한자 로스토크로 임대되었다. 그다음 시즌, 그는 FC 에르츠게비르게 아우에로 임대되었다. 그는 2 분데스리가에서의 성공적인 2년 뒤, 그는 2007-08 시즌에 함부르크의 14경기에 출장하였다. 2008년 여름, 브레츠코는 1. FC 쾰른으로 자유 이적하여, 3년 계약을 하였다. 2010년, 그는 2013년까지 연장계약을 하였다.

## 국가대표 경력
브레츠코는 이적에 U-17, U-19, U-21 슬로베니아 국가대표의 일원이었다. 그는 U-21 대표팀 소속으로 15경기 출장하였다. 그는 2004년 11월 17일, 트르나바에서 열린 슬로바키아와의 경기에서 슬로베니아 성인대표팀 데뷔전을 치렀다.